# Ней, Иво
Иво Паулович Ней (эст. Iivo Nei; 31 октября 1931, Тарту) — эстонский, ранее советский, шахматист, международный мастер (1964), почётный гроссмейстер (2024), шахматный литератор, тренер. Директор Таллинской шахматной школы. Зампредседатель шахматной федерации Эстонской ССР. Физик по образованию, окончил Тартуский университет.

## Шахматная карьера
Один из победителей чемпионата СССР среди юношей (1948, 1-2-е место), 8-кратный чемпион Эстонской ССР (1951—1952, 1956, 1960—1962, 1971 и 1974), 3-кратный победитель прибалтийских турниров (1956, 1961, 1963). Участник 4-х чемпионатов СССР, лучшие результаты: 1960 — 14-15-е; 1963 — 12-13-е места. Выступления в международных соревнованиях: Бевервейк (1964) — 1-2-е (с П. Кересом); Бевервейк (1966) — 5-е; Цинновиц (1966) — 4-6-е; Таллин (1969) — 2-3-е места. Шахматист универсального стиля.
В истории шахмат Ней остался также как член тренерского штаба Бориса Спасского на его матче с Фишером в Исландии (1972). Роль Нея в тех событиях отмечена шпионским скандалом.

## Тренер
С молодых лет привлекался к работе тренером. Помогал чемпионкам мира Ноне Гаприндашвили и Майе Чибурданидзе.

## Скандал на матче Спасского и Фишера (1972)

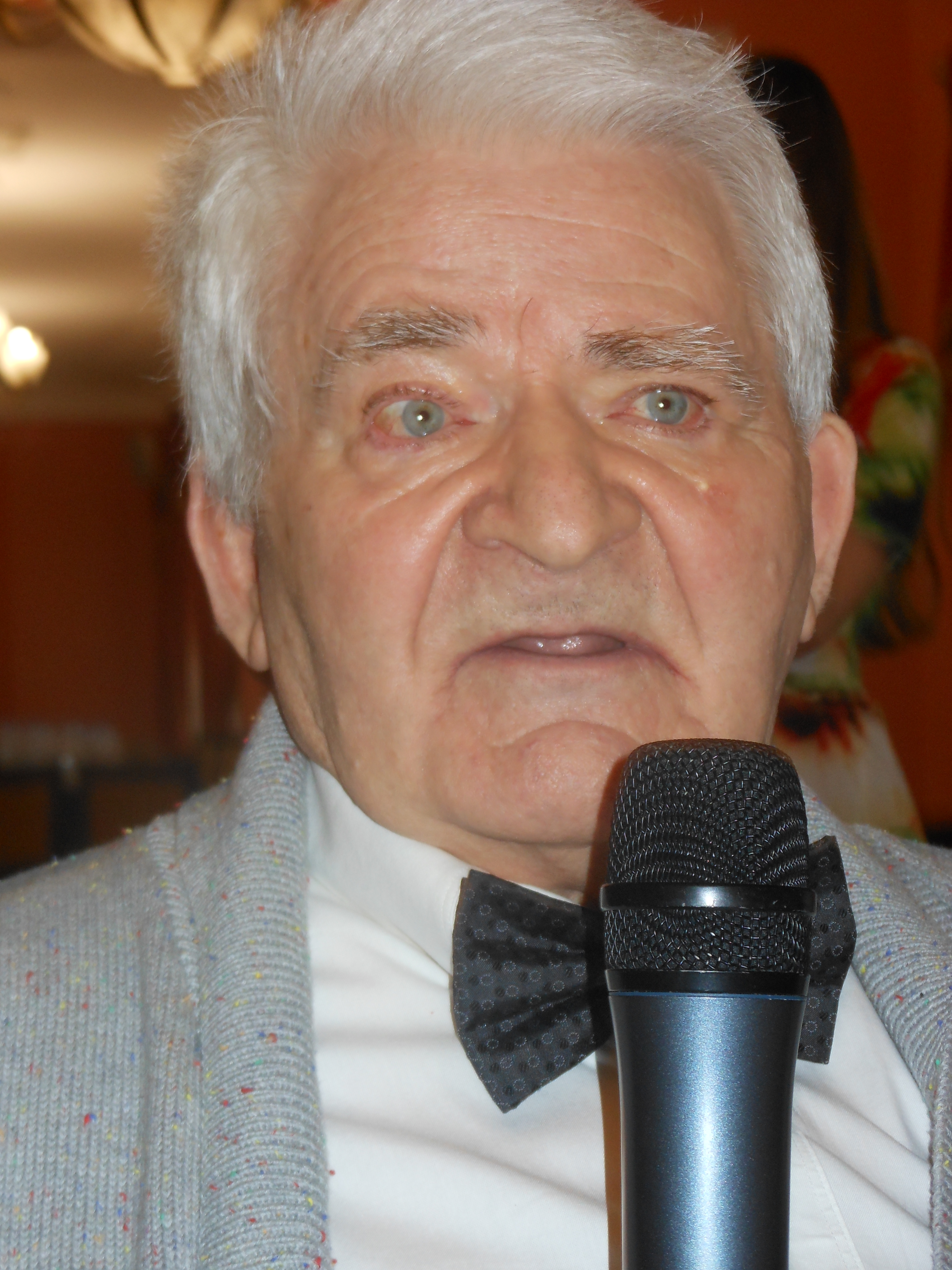
2016 год, Москва. 79-летний Борис Спасский рассказывает, из-за чего он проиграл матч Фишеру

В 1972 году Ней был помощником Бориса Спасского в Рейкьявике на матче за первенство мира по шахматам против Роберта Фишера. В тренерский штаб Ней вошёл по настоянию Спасского, вместе с гроссмейстерами Ефимом Геллером и Николаем Крогиусом. Нея, который не являлся сильным аналитиком и не был гроссмейстером, тем более чемпионского уровня, взяли в команду как умелого спарринг-партнёра для игры в большой теннис. Это должно было помочь Спасскому с пользой проводить свободное время, поддерживать физическими нагрузками на корте спортивную форму и бодрое настроение. Плюсом было и то, что Ней, единственный в советской делегации, свободно говорил по-немецки и английски, периодически исполнял функции переводчика.
Как впоследствии выяснилось, Ней тайно договорился с американским гроссмейстером Робертом Бирном, редактором шахматного отдела в «Нью-Йорк Таймс», что вместе с ним станет соавтором книги о матче Фишер—Спасский. После матча Ней действительно написал в соавторстве с Бирном книгу о противоборстве Фишера и Спасского под названием «По обе стороны шахматной доски». Однако этически сомнительный, учитывая статус Нея как помощника Спасского, сбор материалов к этой книге — прямо в ходе матча — обернулся для Нея неприятностями и потерей репутации. Как член команды Спасского, Ней был в курсе всех замыслов, дебютных заготовок, тактических планов чемпиона мира и его тренерской бригады.
В разгар матча Ней был заподозрен в передаче информации американцам. По воспоминаниям Крогиуса, сотрудники советского посольства проинформировали его и Геллера о совместном времяпровождении Нея с Бирном, о чём доложили и возмущённому Спасскому. Ней объяснил, что на встречах с Бирном они обсуждают уже сыгранные партии и он предоставляет американцу свои комментарии для публикации в шахматных журналах. Так как эти объяснения никого не устроили, Нею было предписано срочно покинуть Исландию. Сразу после 17-й партии, 22 августа, Ней вылетел через Копенгаген в Москву. Впоследствии он объяснял, что в Рейкьявике потребность в его услугах отпала, а в Эстонии, где он возглавлял шахматную школу, напротив, к началу нового учебного года остро понадобилось его присутствие.
Прибыв в Москву, Ней проигнорировал обязательный визит в Спорткомитет, куда по инструкции следовало сдать загранпаспорт, и прямиком направился в Таллин. В Эстонии он завершил работу над книгой о матче, при этом, чтобы избежать цензуры, семь финальных глав Ней направил почтой на семь разных адресов в США и Канаде. За это Ней был отстранён Спорткомитетом СССР от поездок за границу на два года. Сравнительно мягкое наказание объяснялось тем, что злой умысел Нея доказан не был. В 2016 году, вспоминая о матче с Фишером, 79-летний Спасский прямо назвал Нея «американским шпионом», хотя до этого таких обвинений не выдвигал, и продолжал общение с Иво.

## Книги
- Учебник шахматной игры, Таллин, 1955;
- Теория дебютов, Таллин, 1962;
- Р. Фишер, Б. Спасский, В. Корчной, Б. Ларсен, Таллин, 1975;
- Шахматная азбука, 2 издание, Таллин, 1978 (все работы в соавторстве на эстонском языке);
- «Французская защита» (на немецком языке)
- «Испанская защита» (на немецком языке)[1].

## Изменения рейтинга
| Графики недоступны из-за технических проблем. См. информацию на Фабрикаторе и на mediawiki.org. |